# Emmelia
Sous-genre
Le sous-genre Emmelia regroupe des insectes lépidoptères, plus particulièrement des papillons nocturnes de la famille des Noctuidae, il est rattaché au genre Acontia depuis 2008.

## Liste des espèces
- Acontia (Emmelia) deleta (Staudinger, 1877)
- Acontia (Emmelia) fascialis (Hampson, 1894)
- Acontia (Emmelia) trabealis  (Scopoli, 1763)
- Acontia (Emmelia) viridisquama (Guenée, 1852)